# Коштовое
Коштовое (укр. Коштове) — село в Доманёвском районе Николаевской области Украины.
Население по переписи 2001 года составляло 230 человек. Почтовый индекс — 56440. Телефонный код — 5152. Занимает площадь 0,69 км².

## Местный совет
56437, Николаевская обл., Доманёвский р-н, с. Зелёный Яр, ул. Ленина, 45